# Рудницкая, Евгения Львовна
Евге́ния Льво́вна Рудни́цкая (1920—2016) — советский и российский историк, видный специалист по истории общественного движения и общественной мысли XIX века, лауреат премии имени В. О. Ключевского (1997). Доктор исторических наук (1970).

## Биография
Родилась в 1920 году в Ташкенте.
В 1942 году окончила исторический факультет Среднеазиатского государственного университета (Ташкент).
С 1946 по 1948 год — сотрудница секретариата Главной редакции «Истории гражданской войны в СССР». В 1948 году под руководством М. В. Нечкиной защитила кандидатскую диссертацию «Герцен и Огарёв. Начало пути».
С 1949 по 1950 год — преподаватель Вечернего университета марксизма-ленинизма при МГК ВКП(б).
С 1950 по 1958 год — сотрудница редакции «Литературного наследства».
С 1958 по 2012 год работала в Институте истории АН СССР (с 1968 года — Институт истории СССР, с 1992 года — Институт российской истории РАН). В 1970 году защитила докторскую диссертацию «Н. П. Огарёв в русском революционном движении».
Умерла 24 ноября 2016 года. Урна с прахом захоронена на Введенском кладбище в могиле мужа — доктора химических наук, профессора Захара Александровича Роговина (10 уч.).

## Семья
Дочь — Светлана Захаровна Роговина (род. 1948), доктор химических наук, ведущий научный сотрудник Института химической физики имени Н. Н. Семёнова РАН.

## Научная деятельность
Область научных интересов: история русского общественного движения и общественной мысли.
Автор работ по истории и источниковедению революционного движения и общественной мысли в России второй половины XIX века.
Участвовала в подготовке факсимильных переизданий газеты «Колокол» А. И. Герцена — Н. П. Огарева, альманаха «Полярная звезда», «Исторического сборника Вольной русской типографии в Лондоне», сборника «Голоса из России», в подготовке томов «Литературного наследства», посвященных Герцену и Огареву (т. 61-64, 1953-58) и других.
Являлась членом редколлегий научных сборников «Революционная ситуация в России середины XIX века» и сборников источников по истории революционной ситуации середины XIX века, подготовленных группой по изучению данной проблемы (1960—1980-е годы).

### Научно-организационная деятельность
- Постоянный член редколлегий научных сборников «Революционная ситуация в России середины XIX в.».
- Член всех редколлегий по изданию источников по истории революционной ситуации середины XIX века, подготовленных группой по изучению данной проблемы (1960—1980-е годы).
- Участвовала в изданиях «Литературного наследства» с публикациями материалов Русского заграничного архива в Праге.

## Награды
- Премия имени В. О. Ключевского (1997) — за серию монографий «Русская революционная мысль. Демократическая печать. 1864—1873» (М., 1984) и «Русский бланкизм: Петр Ткачев» (М., 1992)
- Почетная грамота РАН (2010) — за лучшее издание по патриотической тематике в рамках государственной программы "Патриотическое воспитание граждан Российской Федерации 2006—2010 гг. за монографию «Лики русской интеллигенции»